# Стуленик
Стуленик — смаколик, що готувалися з дріжджового тіста на маслі, зазвичай без начинки. Характерний в українській кухні для центральних областей та Придніпров'я. Натепер вкрай рідко розповсюджений.

## Етимологія
Стосовно назви існують декілька версій: за однією має відповідну форму, стулену з боку; за іншою — своєю формою нагадує вульву, що в старовинну на Вінниччині, Черкащині, Дніпровщині та Запоріжжі звалася стульня або стуленик. Часто готувалися на свята, особливо весілля, на честь шанованих гостей.

Згадується в романі «Дума про тебе» українського письменника Михайла Стельмаха
|  | «Вона грайливо підвела вигнуті вії, посміхнулась одному завучу і нагримала на чоловіка: — А де твій хвалений стуленик? — Він пересмажився, — винувато кліпнув очима Антон Антонович, прикрив розчухраним пошиттям голомозину» |

.

## Приготування
З дріжджового тіста або тіста, як для вареників, створюється пиріг, що своєю формою нагадує вареник: має дещо витягнуту форму та защеплений зверху. Може бути також відкритий по центру. Зазвичай не має начинки. Втім, на Дніпровщині його готують з начинкою з цибулі та сала. Смажиться на пательні у маслі або смальці.